# Принцип розумності
Принцип розумності — являє собою зважене вирішення питання регулювання правових відносин з урахуванням усіх учасників, а також інтересів громадян (публічного інтересу), з урахуванням накопичених у суспільстві уявлень за даних історичних умов інтелектуальних можливостей, знань, досвіду з метою забезпечення справедливості, балансу інтересів в суспільстві.

## Походження та загальна характеристика
Саме поняття "розумний" і його правове наповнення було запозичено з англо-американського права. Тлумачиться даний термін через поняття "розумна людина","звичайний громадянин",та "людина з автобусу". Йдеться про те, що розумними слід вважати діяння, які б учинила особа з нормальним,середнім рівнем інтелекту,знань та життєвого досвіду. При цьому залишається проблематичним визначення критеріїв самих цих понять.
Для юриспруденції розум — це життя права. Особливого значення він набув у англо-американській правовій системі, де фактично визнається першочерговим серед джерел права, хоча з формально-юридичного боку відіграє лише допоміжну роль. Так, у системі англійського загального права (commonlaw) значно поширеною є ідея про розумність позитивного права; його основою впродовж англійської історії служив принцип «верховенства розуму» (ruleofreason) або «здоровий глузд». Відповідно до нього принцип (норма), згідно з яким вирішувалася справа, мав бути обумовлений самою природою правосуддя, а не містити посилання на відповідні нормативно-правові акти. Це пояснюється існуванням фундаментального обов’язку судді щодо розумного здійснення свого розсуду; адже нерозумний варіант є незаконним і суддя має уникати його. Розумність при цьому має охоплювати не лише результат, а й процес. Це означає, що підкидання монети може привести до необхідного результату, однак цей процес не можна вважати розумним.
У системі загального права поняття «розум» має кілька значень. В одних випадках воно характеризується як повсякденне життя, суть загального (суддівського) права, в інших — як певний розумний засіб заповнення існуючих прогалин у статутному праві. При цьому пояснюється, що розум не є якимось невизначеним почуттям справедливості конкретних індивідуумів; це розум у тому вигляді, як його розуміють судді, які піклуються перш за все про створення стрункої системи права. Разом із цим «розум» сприймається також у сенсі ухвалення розумного суддівського рішення з певної справи в умовах, коли існують серйозні прогалини в механізмі правового регулювання відносин у відповідній сфері.
Окремі автори обґрунтовують досить широкий перелік критеріїв розумності, до яких, зокрема, відносять:
1. правомірність, тобто відповідність дій учасників правовідносин приписам правових норм;
2. обґрунтованість, яка передбачає наявність певної підстави для вчинення особою тих чи інших дій, які не порушують права та інтереси інших осіб;
3. доцільність, або відповідність дій учасника правових відносин правам та інтересам інших учасників;
4. пропорційність, яка передбачає співрозмірність тих чи інших явищ;
5. передбачення учасниками правовідносин певних обставин, які можуть мати наслідком виникнення, зміну чи припинення прав та обов'язків, зокрема, в договірних відносинах  [1].

## Сутність принципу розумності в цивільному праві
У цивільному праві розумність розглядають як пов'язану з добросовісністю і справедливістю властивість зовнішнього прояву поведінки учасника цивільних відносин з точки зору правомірності, обґрунтованості, доцільності такої поведінки, а також можливості передбачення таким учасником обставин, які можуть вплинути на його права та обов'язки інших учасників цивільних відносин.
Зазвичай розумність дій пов'язують з питанням сумісності умов з цілями юридичної норми, їх відповідності сутнісним елементам чи принципам договору, загальним принципам права, публічному порядку, вимогам моралі. 
Специфікою принципу розумності є те, що, на відміну від інших принципів цивільного законодавства, передбачених у ст. 3 ЦК, зміст, підстави та порядок їх застосування не є чітко визначеними.
Зазначений принцип є засобом, спрямованим на досягнення певного балансу прав та інтересів учасників цивільних правовідносин. 
В. І. Ємельянов трактує розумність дій, як такі, які б вчинила людина, що володіє нормальним, середнім рівнем інтелекту, знань та життєвого досвіду.
Ю. А. Тобота пропонує вважати розумність передумовою дієздатності учасника цивільних відносин - фізичної особи, оскільки розумність покладено в основу інтелектуального моменту дієздатності.
В доктрині сформульовано різні оцінки сфери дії розумності.
Зазвичай розумність дій пов'язують з питанням сумісності умов з цілями юридичної норми, їх відповідності сутнісним елементам чи принципам договору, загальним принципам права, публічному порядку, вимогам моралі.
Окремі автори обґрунтовують розуміння нерозумних умов договору, як несумісних зі змістом та сутністю конкретного підприємницького комерційного договору, до якого вони включені .Категорія розумності набуває безпосередньо регулюючого значення при виникненні необхідності визначення правомірності або неправомірності поведінки особи.
Вважається, що в разі відсутності в законодавстві чітко прописаних обов'язків діяти або утримуватися від вчинення будь-яких дій правомірність поведінки особи повинна ґрунтуватися на понятті розумності - діях у конкретній ситуації нормальної середньої людини .Більш конкретне вираження реалізація цього принципу знаходить при визначенні меж необхідної оборони, а також при визначенні крайньої необхідності.
Також вважається, що аналогічний підхід допустимий і щодо засобів усунення небезпеки у випадках крайньої необхідності. Вони також повинні бути розумними.
Пряма вказівка про застосування принципу розумності міститься в статті 23 ЦК України, в якій йдеться про визначення розміру компенсації моральної шкоди. В цьому разі, приймаючи рішення про розмір компенсації, суд повинен виходити з того, яка грошова винагорода буде необхідною абстрактній середній людині для компенсації її моральної шкоди в конкретній ситуації.
Доктрина і правозастосовна практика пов'язують застосування принципу розумності при прийнятті судом рішення про зменшення розміру відшкодування заподіяної шкоди, виходячи з матеріального стану фізичної особи - заподіювача шкоди (ч. 4 ст. 1193 ЦК України). Оскільки в законодавстві не міститься вказівок щодо меж можливого розміру відшкодування, в доктрині зазначається, що такі межі повинні встановлюватися судом в кожному конкретному випадку на підставі принципу розумності .

## Застосування принципу розумності у кримінальному процесуальному праві
У цій сфері принцип проявляється, зокрема, у засаді розумності строків.
Під час кримінального провадження кожна процесуальна дія або процесуальне рішення повинні бути виконані або прийняті в розумні строки. Розумними вважаються строки, що є об’єктивно необхідними для виконання процесуальних дій та прийняття процесуальних рішень. Розумні строки не можуть перевищувати передбачені цим Кодексом строки виконання окремих процесуальних дій або прийняття окремих процесуальних рішень.
Нормативне закріплення розумності строків у КПК України є важливим. Перспективним є створення механізмів для забезпечення реального прискорення процесу, розробка і прийняття закону про компенсацію за порушення права на судочинство у розумний строк або права на виконання судового акту у розумний строк.
Проведення досудового розслідування у розумні строки забезпечує прокурор, слідчий суддя, а судового провадження - суд.
Критеріями для визначення розумності строків кримінального провадження, відповідно до ч. 3 ст. 28 КПК України, є: 
1. Складність кримінального провадження, яка визначається з урахуванням кількості підозрюваних, обвинувачуваних та кримінальних правопорушень, щодо яких здійснюється провадження, обсягу та специфіки процесуальних дій, необхідних для здійснення досудового розслідування тощо.
2. Поведінка учасників кримінального провадження. Поведінка заявників становить об'єктивну обставину, що не ставиться у провину Державі-відповідачу і враховується, щоб визначити, чи є перевищення розумного строку.
3. Спосіб здійснення слідчим, прокурором і судом своїх повноважень.

Європейський Суд з прав людини неодноразово нагадує, що стаття 6 п. 1 Конвенції зобов'язує Договірні Держави організувати свої правові системи таким чином, щоб суди могли виконувати кожну з вимог, включаючи обов'язок вирішити справу в розумний строк.До відстрочень, що виникають з вини держави, суд, зокрема, відносить перенесення слухань у зв’язку зі збирання доказів (стороною, яка представляє державу), затримки через передання справи у зв’язку з доведенням рішення суду до відома обвинуваченого, підготовкою й розглядом апеляцій, а також відстрочення, що виникають з вини судової канцелярії чи інших адміністративних органів. Навіть відсутність достатньої кількості суддів для розгляду нагромаджених справ не може слугувати виправданням збільшенню строків їх розгляду. Суд встановив, що при розгляді
кримінальних справ цей строк починається з моменту,
коли  «компетентний орган вручає особі офіційне повідомлення із
звинуваченням цієї особи у вчиненні кримінального злочину.